# Хрістіан Вайзе
Крістіан Вайзе (нім. Christian Weise, письменник і педагог) 16 квітня 1642, Циттау – 21 жовтня 1708, Циттау.
Крістіан Вайзе – німецький письменник і педагог.

## Життєпис
Син Еліаса, помічника вчителя, та його дружини Анни, чиї предки були вигнанцями з Богемії, Вайзе вивчав протестантське богослов'я, але після коротких перерв у кар'єрі в політичному управлінні врешті-решт став професором гімназії "Gymnasium Augusteum" у м. Вайсенфельс, а потім у м. Циттау. Тут він був директором гімназії, а також перебрав на себе керівництво бібліотекою місцевої ради, яку йому вдалося розширити після закінчення Тридцятилітньої війни, коли культурне життя знову набрало обертів.

## Творчість
Живучи в період переходу від бароко до Просвітництва, Вайзе написав численні шкільні драми, вірші, гімни, комедії, сатиричні романи, політичні твори та підручники.
У своїх творах, для яких він часто обирає псевдоніми, він критикує, серед іншого, політичні та соціальні негаразди свого часу. Це особливо помітно в його трагедії про неаполітанського повстанця Томмазо Мазаньєлло (1682), яка неодноразово перевидавалася донині.  Його численні шкільні драми також можна зрозуміти в контексті контрреформаційного єзуїтського театру, який використовував латинську мову. Вайзе, з іншого боку, писав німецькою мовою, а також запровадив німецьку як мову викладання в гімназії.

## Твори
Видання повного зібрання творів у понад 25 томах виходить з 1971 року за редакцією германістів Джона Д. Ліндберга († 1988), Ганса-Герта Ролоффа, Герда-Германна Зюзена та інших.
Майже всі наступні видання, які формують добірку творів автора в хронологічному порядку, є у вільному доступі в їхніх історичних принтах у цифровому вигляді:
- 1668 Der grünen Jugend uberflüssige Gedanken. Gedichte. Fritzsche, Weißenfels 1668.
- 1668 Die Triumphirende Keuschheit.
- 1671 Die drey Haupt-Verderber in Teutschland. Roman.
- 1672 Die drey ärgsten Ertz-Narren Jn der gantzen Welt/ Auß vielen Närrischen Begebenheiten hervorgesucht/ und Allen Interessenten zu besserem Nachsinnen übergeben/ durch Catharinum Civilem. Roman.
- 1675 Der Grünen Jugend Nothwendige Gedancken. Gedichte. Fritzsche, Weißenfels 1675.
- 1677 Der Politische Redner. Ritzsch, Leipzig 1677.
- 1678 Der Politische Näscher. Roman. Fritzsch, Leipzig 1678.
- 1678 De Poesi Hodiernorum Politicorum. Rhetorik. Brühl, Weißenfels 1678.
- 1679 Baurischer Machiavellus. (Komödie).
- 1680 Der Tochter-Mord welchen Jephta unter dem Vorwande eines Opfers begangen hat. (Schulspiel).
- 1682 Von Jacobs doppelter Heyrath. (Komödie).
- 1682 Masaniello. Tragödie.
- 1682 Von Tobias und der Schwalbe. Komödie.
- 1683 Zittauisches Theatrum
- 1684 Neu-Erleuterter Politischer Redner. Gerdes, Leipzig 1684.
- 1690 Politische Fragen. Mieth, Dresden 1690.
- 1691 Curiöse Gedancken Von Deutschen Brieffen. Rhetorik. Mieth, Dresden 1691.
- 1692 Curiöse Gedancken Von Deutschen Versen. (Poetologie). Gleditsch, Leipzig 1692.
- 1696 Der verfolgte Lateiner. (Drama).
- 1701 Curiöse Gedancken Von Wolcken-Brüchen. Mieth, Dresden und Leipzig 1701.
- Epistolae Selectiores (Ausgewählte Briefe, 1716).

Видання Sämtliche Werke за редакцією Ганса-Герта Ролоффа, де Грюйтер, Берлін 1971-, організовано наступним чином:
- Band 1: Historische Dramen I. 1971.
- Band 2: Historische Dramen II. 1991.
- Band 3: Historische Dramen III. 1971.
- Band 4: Biblische Dramen I. 1973.
- Band 5: Biblische Dramen II. 1973.
- Band 6: Biblische Dramen III. 1988.
- Band 8: Biblische Dramen V. 1976.
- Band 10: Lustspiele I. 2023.
- Band 11: Lustspiele II. 1976.
- Band 12: Lustspiele III. 1986.
- Band 13: Lustspiele IV. 1996.
- Band 14: Schauspiele I. 2022.
- Band 15: Schauspiele II. 1986.
- Band 16: Schauspiele III. 2002.
- Band 17: Romane I. 2006.
- Band 18: Romane II. 2005.
- Band 19: Romane III. 2004.
- Band 21: Gedichte II. 1978.
- Band 23: Politische Schriften I. 2023.

Важливим є видання листування з чеським єзуїтом і вченим Бальбіном, яке він писав латиною:
- Ludwig Richter: Der Briefwechsel zwischen Bohuslav Balbín und Christian Weise 1678–1688. Lateinisch-deutsche Ausgabe (hrsg., eingeleitet und kommentiert von Ludwig Richter, übersetzt von Günther Rautenstrauch), Stuttgart 2010, ISBN 978-3-515-09688-1.